# Milionár (televizní soutěž)
Milionár je slovenská verze populární televizní soutěže podle britského originálu Who Wants to Be a Millionaire?, jejímž charakteristickým rysem je možnost dosažení velmi vysokých výher v řádu milionů. Soutěžící v průběhu soutěže zodpovídá 15 otázek se vzrůstající náročností, přičemž vždy vybírá ze čtyř variant odpovědí tu správnou. Pokud nezná správnou odpověď, může soutěžící hru ukončit a odnést si dosud vyhranou částku.
Pořad se poprvé objevil na obrazovkách TV Markíza 15. září 2000 po změně stanice a po dvojnásobné změně moderátora se vysílal až do roku 2008. Moderátorem byl Martin Nikodým, který je se soutěžním pořadem spojován dodnes. V roce 2007 se rozhodla po šestiměsíční pauze pořad obnovit veřejnoprávní Slovenská televize na Jedničce, První díl uvedla 12. dubna 2007 a moderátorem byl opět Martin Nikodým, poté 4. října 2007 nahradila ho moderátorka Iveta Malachovská.

## Hrací plán
Soutěžící se mohli přihlašovat do soutěžního pořadu pomocí speciálního telefonního čísla nebo později pomocí internetového dotazníku, na základě registrace soutěžícího, obvolávala produkce jednotlivé přihlášené a ti podstupovali základní znalostní kvíz a různé druhy otázek, podle kterých se vybrali soutěžící do rozstřelu.
Soutěžící, který vyhraje rozstřel (seřadí čtyři možnosti za sebou dle instrukcí), a zároveň je nejrychlejší, postoupí do horkého křesla, kde ho čeká sada patnácti otázek. Soutěžící si může vybrat při jakékoliv otázce odstoupit ze soutěže a odnést si poslední vyhranou částku. V rámci hry ho čekají tři záchytné body, jež udávají minimální částku, kterou si po jejich překročení soutěžící odnese, pokud zodpoví následnou otázku špatně.
Na závěr pořadu se může ozvat klakson, který značí, že soutěžící nestihl dohrát hru v časovém slotu jednoho dílu. Soutěžící se vrací v dalším díle a svoji hru dohrává, pokud klakson zazní během zadávání otázky, v příštím kole bude soutěžícímu zadaná nová otázka.

### Nápovědy
Během hry jsou nabídnuty tři základní nápovědy (2000–06), v letech 2007–08 byly k dispozici čtyři nápovědy:
- 50:50 – Počítač eliminuje dvě nesprávné odpovědi z nabízených možností. V nabídce tedy nadále zůstává jedna špatná a správná odpověď.
- Přítel na telefonu (Priateľ na telefóne) – Soutěžící volá jednomu ze svých předem určených přátel, na které poskytl telefonní spojení. Soutěžící má na přečtení otázky a možností 30 sekund, přítel musí ovšem v té době také stihnout odpovědět.
- Rada publika – Každý divák v publiku je vybaven hlasovacím zařízením, které použije poté, co jej moderátor vyzve. Následně se soutěžícímu objeví tabulka s procenty k jednotlivým možnostem.
- Výměna otázky (Výmena otázky) (2007–08) – Soutěžící měl možnost vyměnit otázku za jinou. Nápověda byla možná pouze až od otázky 6.

### Formát hry
Vybraných deset soutěžících usedlo do křesel v rozstřelu, ten který odpověděl správně a nejrychleji pokračoval do horkého křesla. Zde na něj čekalo patnáct vědomostních otázek. Soutěžící měl celkem tři záchytné body: otázka 5. v hodnotě 10 000 Sk (dříve 5 000 Sk), otázka 10. v hodnotě 200 000 Sk (dříve 100 000 Sk) a otázka 15. v nejvyšší hodnotě 10 000 000 Sk ((dříve 5 000 000 Sk) dřívěji 1 000 000 Sk) . K dispozici měl tři nápovědy: 50:50, přítele na telefonu a radu publika (od roce 2007 aj Výměna otázky). Pokud soutěžící hru ukončil či špatně odpověděl na nějakou z otázek, následoval stejný postup rozstřelu se zbývajícími devíti hráči. Nejvyšší možnou výhrou bylo 10 000 000 Sk ((dříve 5 000 000 Sk) dřívěji 1 000 000 Sk).
| Výplatní struktura | Výplatní struktura | Výplatní struktura | Výplatní struktura | Výplatní struktura |
| Číslo otázky       | Hodnota otázky     | Hodnota otázky     | Hodnota otázky     |                    |
| Číslo otázky       | 2000–01            | 2001–07            | 2007–08            |                    |
| ------------------ | ------------------ | ------------------ | ------------------ | ------------------ |
| 1                  | 500 Sk             | 500 Sk             | 1 000 Sk           |                    |
| 2                  | 1 000 Sk           | 1 000 Sk           | 2 000 Sk           |                    |
| 3                  | 2 000 Sk           | 2 000 Sk           | 3 000 Sk           |                    |
| 4                  | 3 000 Sk           | 3 000 Sk           | 5 000 Sk           |                    |
| 5                  | 5 000 Sk           | 5 000 Sk           | 10 000 Sk          |                    |
| 6                  | 10 000 Sk          | 10 000 Sk          | 20 000 Sk          |                    |
| 7                  | 20 000 Sk          | 20 000 Sk          | 35 000 Sk          |                    |
| 8                  | 35 000 Sk          | 35 000 Sk          | 60 000 Sk          |                    |
| 9                  | 60 000 Sk          | 60 000 Sk          | 100 000 Sk         |                    |
| 10                 | 100 000 Sk         | 100 000 Sk         | 200 000 Sk         |                    |
| 11                 | 150 000 Sk         | 200 000 Sk         | 350 000 Sk         |                    |
| 12                 | 250 000 Sk         | 400 000 Sk         | 1 000 000 Sk       |                    |
| 13                 | 500 000 Sk         | 1 000 000 Sk       | 2 000 000 Sk       |                    |
| 14                 | 750 000 Sk         | 2 000 000 Sk       | 5 000 000 Sk       |                    |
| 15                 | 1 000 000 Sk       | 5 000 000 Sk       | 10 000 000 Sk      |                    |